# 寨牙乡
寨牙乡是中华人民共和国湖南省怀化市靖州苗族侗族自治县下辖的一个乡镇级行政单位。

## 行政区划
寨牙乡下辖以下地区：
寨牙村、磨石村、岩脚村、江口村、汕头村、芳团村、大林村和地卢村。

## 历史
1985年3月，寨牙侗族苗族乡设立。1987年7月，正式命名“寨牙乡”。

## 地理
寨牙乡坐落在靖州苗族侗族自治县东部，北是文溪乡，东是睢宁县，南是通道侗族自治县，西是渠阳镇。
渠江的支流老鸦溪流经寨牙乡。
最高点是青靛山（1176米）；第二高点是盐井头（1062米）。

## 交通
- 省道221[4]
- 包茂高速[4]

## 旅游景点
桂花桥是寨牙乡知名旅游景点，始建于清朝乾隆时期。